# Острув-Велькопольски (гмина)
Острув-Велькопольски (пол. Ostrów Wielkopolski) — сельская гмина (волость) в Польше, входит как административная единица в Острувский повет (Великопольское воеводство), Великопольское воеводство. Население — 18 000 человек (на 2004 год).

## Сельские округа
1. Бендзешин
2. Бинев
3. Боровец
4. Цеглы
5. Хрущины
6. Чеканув
7. Данишин
8. Франклинув
9. Гожице-Вельке
10. Гуженко
11. Гужно
12. Гутув
13. Карски
14. Колонтаев
15. Квяткув
16. Лямки
17. Левковец
18. Левкув
19. Лонкоцины
20. Мазуры
21. Млынув
22. Нове-Каменице
23. Радзивиллув
24. Садове
25. Слаборовице
26. Смардовске-Олендры
27. Собутка
28. Щуры
29. Свелигув
30. Тополя-Мала
31. Втурек
32. Высоцко-Вельке
33. Захажев
34. Омембер
35. Стары-Став